# Il Pestapepe
Il Pestapepe è un affresco quattrocentesco conservato nei musei di Forlì. Il dipinto misura 152 × 95 cm ed è databile alla metà del XV secolo.

## Storia e descrizione
L'affresco si trovava in mezzo agli stemmi dei Riario e degli Sforza sulla facciata del palazzo Albertini, fornitore di spezie di Caterina Sforza. L'affresco rappresenta una poderosa figura d'uomo in piedi, che pesta energicamente il pepe in un grande mortaio, sollevando con impeto un gigantesco pestello. Indossa un giubbotto verde, sotto il quale fuoriesce una camicia bianca. 
L'affresco è stato lungo attribuito al Melozzo, ma il vigore espresso dalla figura e i tratti volgari e rozzi rappresentati, risultano estremamente lontani dalla visione statica e dei canoni di bellezza ideale del pittore forlivese. L'energia che la figura umana trasmette è del tutto ferrarese e, più precisamente, affine alla parte degli affreschi di palazzo Schifanoia a Ferrara i quali sono attribuiti a Francesco del Cossa.